# Gmina Czerwińsk nad Wisłą
Gmina Czerwińsk nad Wisłą là một gmina nông thôn (quận hành chính) ở huyện Płońsk, Masovian Voivodeship, ở miền đông trung bộ Ba Lan. Khu vực hành chính của nó là làng Czerwińsk nad Wisłą, nằm cách Płońsk khoảng 29 kilômét (18 mi) về phía nam và cách thủ đô Warsaw 52 km (32 mi) về phía tây.
Gmina có diện tích 146,07 kilômét vuông (56,4 dặm vuông Anh)     và tính đến năm 2006, tổng dân số của nó là 7.787 người (7.914 người vào năm 2013).

## Làng
Gmina Czerwińsk nad Wisla bao gồm các làng và các khu định cư như Chociszewo, Czerwińsk nad Wisla, Garwolewo, Gawarzec Dolny, Gawarzec Gorny, Goławin, Goworowo, Grodziec, Janikowo, Karnkowo, Komsin, Kuchary-Skotniki, Łbowo, Miączyn, Miączynek, Nieborzyn, Nowe Przybojewo, Nowe Radzikowo, Nowy Boguszyn, Osiek, Parlin, Radzikowo Scalone, Raszewo Dworskie, Raszewo Włościańskie, Roguszyn, Sielec, Stare Przybojewo, Stare Radzikowo, Stary Boguszyn, Stobiecin, Wilkówiec, Wilkowuje, Wola, Wolka Przybójewska, Wychódźc, Zarębin và Zdziarka.

## Gmina lân cận
Gmina Czerwińsk nad Wisłą được bao quanh bởi các gmina khác như Brochów, Leoncin, Naruszewo, Wyszogród, Zakroczym và Załuski.